# Lucie Bergerová
Lucie Bergerová (* 9. června 1982) je česká zpěvačka a herečka, držitelka Ceny Thálie za rok 2013 za roli Alžběty Báthoryové v muzikálu Báthoryčka.

## Životopis
Narodila se v Havířově. Vystudovala zpěv na Janáčkově konzervatoři v Ostravě. Po studiích dostala angažmá v Těšínském divadle, kde ztvárnila například Beatricii v Mnoho povyku pro nic, Abigail Williamsovou v Čarodějkách ze Salemu nebo Andělu v Pensionu pro svobodné pány. Za roli Alžběty Báthoryové v muzikálu Báthoryčka byla v roce 2013 oceněna Thálií. O rok dříve se ocitla v širší nominaci na cenu Thálie za ztvárnění kněžny v Jiráskově Lucerně. Během účinkování v Těšínském divadle též vyučovala zpěv a tanec na Základní umělecké škole Bohuslava Martinů v Havířově.
V letech 2014 a 2016 se objevila v roli advokátky v televizním seriálu Rozsudek. Od roku 2015 je v angažmá v Městském divadle Brno.

## Divadelní role, výběr
- 2013 Martin Kákoš, Jana Kákošová, Henrich Leško, Martin Sarvaš, Ivan Vojtek: Báthoryčka, Alžběta Báthoryová, Těšínské divadlo, režie Jaroslav Moravčík
- 2014 Bruce Joel Rubin, Dave Stewart, Glen Ballard: Duch, Molly (v alternaci se Svetlanou Janotovou a Ivanou Odehnalovou), Městské divadlo Brno, režie Stanislav Moša
- 2016 Stanislav Moša, Petr Ulrych: Radúz a Mahulena, Runa, Městské divadlo Brno, režie Stanislav Moša
- 2017 Jeffrey Lane, David Yazbek: Ženy na pokraji nervového zhroucení, Pepa, Městské divadlo Brno, režie Stanislav Slovák[6]
- 2018 Vítězslav Nezval: Tři mušketýři, královna Anna, Městské divadlo Brno, režie Igor Ondříček
- 2019 Catherine Johnson, Benny Andersson, Björn Ulvaeus, Stig Andreson: Mamma Mia!, Rosie (v alternaci s Radkou Coufalovou a Zuzanou Skálovou), Městské divadlo Brno, režie Petr Gazdík
- 2019 Johann Nepomuk Nestroy: Pro nic za nic, Anastázie Mišplová, paní Ceplmajerová a paní Myšičková, Městské divadlo Brno, režie Mikoláš Tyc
- 2020 Zdeněk Merta, Stanislav Moša: Ráj, Mona a Leté (v alternaci s Markétou Sedláčkovou), Městské divadlo Brno, režie Stanislav Moša
- 2020 Igor Ondříček, Klára Latzková, Petr Ulrych: O statečném kováři, hospodská, Městské divadlo Brno, režie Igor Ondříček
- 2021 Jan Šotkovský, Stanislav Slovák, Petr Štěpán, Karel Cón: Napoleon aneb Alchymie štěstí, Herberta, Městské divadlo Brno, režie Stanislav Slovák
- 2021 Yasmina Reza: Bella Figura, Andrea, Městské divadlo Brno, režie Mikoláš Tyc
- 2023 The Addams Family, Alice Beineke, Městské divadlo Brno, režie Stano Slovák